# Ал-Масри
'Спортен клуб Ал-Масри (на арабски: االنادى المصري للألعاب الرياضية) е египетски футболен клуб от град Порт Саид, основан на 18 март 1920 г.

## Отличия
- Купа на Египет: Носител (1) – 1998
- Купа на Султан Хюсеин: Носител (3) – 1933, 1934, 1937
- Купа на Конфедерациите: Носител (1) – 1992
- Лига Суецкия канал: Шампион (17) – 932, 1933, 1934, 1935, 1936, 1937, 1938, 1939, 1940, 1941, 1942, 1943, 1944, 1945, 1946, 1947, 1948